# A map is not the territory
A map is not the territory is een compositie van de Oostenrijker Johannes Maria Staud voor groot ensemble.
Het begrip A map is not a territory is een begrip uit de algemene semantiek, een wetenschap ontwikkeld door Alfred Korzybski (1879-1950) en betreft de onvolmaaktheid van taal om een voorwerp aan te duiden. Het is volgens dat begrip onmogelijk om een specifiek voorwerp zo exact te omschrijven dat de toehoorder exact hetzelfde beeld voor ogen heeft als de spreker. Binnen de taal zijn wel een aantal afspraken gemaakt om zaken aan de duiden, maar deze blijken altijd tekort te schieten. Staud vertaalde dit probleem naar de muziek toe. Hoe kan hij iets dat in zijn hoofd zit zo vertalen naar notenschrift zodat de uitvoerende musici exact spelen, wat zijn bedoeling is. Dit heeft tot gevolg dat de partituur van dit werk naast de noten vol staat met allerlei aanwijzingen; geen enkele noot staat gedrukt of er staat een aanwijzing bij. Toch blijkt dit onvoldoende; de musici geven altijd eigen inkleuring in de details. Een probleem met muziek is dat Staud iets componeert voor publiek, maar afhankelijk is van de musici en datzelfde publiek. Ook als Staud alles in detail zou hebben kunnen opschrijven, blijft het probleem of het publiek hetzelfde hoort als wat Staud geprobeerd heeft op papier te zetten of wat de musici met Stauds muziek wilden "zeggen".
Het werk bestaat uit drie niet van elkaar te onderscheiden delen, gewoon I, II en III genoemd. Klangforum Wien gaf opdracht tot dit werk voor een muziekweek in Bazel in 2001 en speelde de première onder leiding van de Nederlandse dirigent Ed Spanjaard.

## Samenstelling
De samenstelling van het ensemble:
- 1 dwarsfluit, 1 hobo, 2 klarinetten, 1 fagot;
- 2 hoorns, 1 trompet, 1 trombone
- 3x percussie
- piano
- accordeon
- 2 violen, 2 altviolen, 2 celli en 1 contrabas.

## Bron en discografie
- Uitgave Kairos; Klangforum Wien o.l.v. Sylvain Cambreling